# Annona gardneri
Annona gardneri är en kirimojaväxtart som beskrevs av Robert Elias Fries. Annona gardneri ingår i släktet annonor, och familjen kirimojaväxter. Inga underarter finns listade i Catalogue of Life.